# Кубановское сельское поселение
Кубановское сельское поселение — упразднённое в 2013 году муниципальное образование в составе Гусевского района Калининградской области. Административный центр — посёлок Кубановка.

## География
Поселение занимает северную часть Гусевского района Калининградской области. Площадь поселения составляет 24900 га.

## История
Кубановское сельское поселение образовано 30 июня 2008 года в соответствии с законом Калининградской области № 255. В его состав вошли территории бывших Красногорского и Майского сельских округов.

## Население
| 2010 | 2012  | 2013  |
| ---- | ----- | ----- |
| 2483 | ↗2529 | ↗2544 |

## Состав сельского поселения
В состав сельского поселения входят 12 населённых пунктов
- Двинское (посёлок) — 39[3]
- Ильино (посёлок) — 38[3]
- Красногорское (посёлок) — 331[3]
- Кубановка (посёлок, административный центр) — 721[3]
- Лощинка (посёлок) — 16[3]
- Майское (посёлок) — 605[3]
- Междуречье (посёлок) — 173[3]
- Очаково (посёлок) — 128[3]
- Северный (посёлок) — 305[3]
- Таманское (посёлок) — 61[3]
- Юдино (посёлок) — 63[3]
- Ясное Поле (посёлок) — 3[3]

## Достопримечательности
- Церковь в посёлке Красногорское